# Firepower
A Firepower a Judas Priest nevű brit heavy metal zenekar tizennyolcadik stúdióalbuma, amely 2018. március 9-én jelent meg. Ez a zenekar első albuma Tom Allom producerrel az 1988-as Ram It Down lemez óta, és az első kiadványuk Andy Sneap társproducerrel. A lemezbemutató turnén Sneap helyettesítette Glenn Tipton gitárost, akit Parkinson-kórral diagnosztizáltak. K. K. Downing, a zenekar egykori gitárosa és alapítótagja a sajtóban élesen bírálta az együttest, amiért nem őt hívták vissza a 2011-es távozása után.
Zeneileg egy klasszikus értelemben vett Judas Priest-lemez született, melyet mind a rajongók, mind a kritikusok pozitívan fogadtak, sokan a kétezres évek legjobb Priest-anyagának tartják.
A Firepower megjelenésének hetében a brit albumlista 5. helyére került. Az Amerikai Egyesült Államokban szintén az ötödik helyig jutott a Billboard 200 listáján, 49.000 eladott példánnyal. Magyarországon a MAHASZ lista 2. helyén nyitott.

## Számlista
A dalokat Rob Halford, Glenn Tipton és Richie Faulkner írta.
1. "Firepower" – 3:27
2. "Lightning Strike" – 3:29
3. "Evil Never Dies" – 4:23
4. "Never The Heroes" – 4:23
5. "Necromancer" – 3:33
6. "Children Of The Sun" – 4:00
7. "Guardians" (instrumentális) – 1:06
8. "Rising From Ruins" – 5:23
9. "Flame Thrower" – 4:34
10. "Spectre" – 4:24
11. "Traitors Gate" – 5:43
12. "No Surrender" – 2:54
13. "Lone Wolf" – 5:09
14. "Sea Of Red" – 5:51

## Közreműködők
- Rob Halford – ének
- Glenn Tipton – gitár
- Richie Faulkner – gitár
- Ian Hill – basszusgitár
- Scott Travis – dob